# Petrochirus diogenes
O caranguejo eremita gigante (Petrochirus diogenes) é uma espécie de caranguejo eremita marinho. Esta espécie vive no Mar do Caribe e frequentemente habita conchas, sendo grande o suficiente para habitar uma concha totalmente desenvolvida da concha rainha. Ele é capaz de atacar e devorar um caramujo, obtendo assim uma refeição e uma concha ao mesmo tempo. Foi originalmente descrito por Carl Linnaeus como Cancer diogenes; o epíteto específico homenageia Diógenes de Sinope.